# Asolo
Asolo (pronúncia Ásolo) é uma comuna italiana da região do Vêneto, província de Treviso, com cerca de 7.434 habitantes. Estende-se por uma área de 25 km², tendo uma densidade populacional de 297 hab/km². Faz fronteira com Altivole, Castelcucco, Fonte, Maser, Monfumo, Paderno del Grappa, Riese Pio X.
Faz parte da rede das Aldeias mais bonitas de Itália e à rede das Cidades Cittaslow.

## Demografia
| Variação demográfica do município entre 1861 e 2011                               |
|                                                                                   |
| Fonte: Istituto Nazionale di Statistica (ISTAT) - Elaboração gráfica da Wikipedia |